# パディ・グラッキン
パディ・グラッキン (Paddy Glackin、1954年8月5日生)はアイルランド人のフィドル奏者。ボシー・バンドの創設メンバーの一人であり、アイルランド伝統音楽におけるフィドル奏者を代表する一人と考えられている。

## 来歴
パディ・グラッキンは、1954年8月5日、ダブリン郊外のクロンターフ（Clontarf）に生まれた。 
ドニゴール県出身の彼の父トム・グラッキン（Tom Glackin）はダブリンの警察官である一方で有名なフィドル奏者でもあった。トムはパディに自身の故郷ドニゴール県の音楽に対する深い関心と愛を植え付け、パディやその兄弟ケヴィン（Kevin）とシェイマス（Seamus）にこの楽器を教えた。 
父からの影響の結果、パディは6歳の時にフィドルをドニゴールスタイルで始めた。 
初等学校の時にパディは、ダブリンのチャタム・ロウ（Chatham Row）でクラシック音楽のヴァイオリンのレッスンを受け、これは重要な音楽技術の下地を形成し彼の驚異的な技術の成長を助けた。 
しかしながら、彼の家では毎週水曜の午後にシェイマス・キャロル（Seamus Carroll）、ラリー・レディガン（Larry Redigan）、フランク・オヒギンズ（Frank O'Higgins）を含むたくさんのミュージシャンが来る音楽のセッションを父が主催しており、彼の奏法はこの家庭のプライベートな場で一層磨かれた。 
特にシェイマス・キャロルはパディの力になり、スライゴースタイルの奏法を教えるなど進んでパディを助けた。
1965年に父や収集家ブレンダン・ブレスナック（en:Breandán Breathnach）、クレアのフィドル奏者ジョン・ケリー（John Kelly）と共にドニゴールを訪れた際、パディは伝説のフィドル奏者ジョン・ドハーティの音楽に出会い、若いパディは極めて深い影響を受ける。 
グラッキンはしばしば、彼が主な影響を受けた人物としてドハーティを引用する。
しかしながら、パディの音楽的影響はドニゴールに限られたものではない。彼は自身の音楽アプローチの全体の形成に重要な人物として、ジョン・ケリー、トミー・ポッツ（en:Tommy Potts）、パドレイグ・オキーフ（en:Padraig O'Keeffe）といったフィドル奏者も引用している。彼の父やこれらの素晴らしいフィドル奏者たちからの影響を通じて、パディは様々なアイルランドのスタイルを習得し重要なレパートリーを蓄積していった。 
1973年、19歳のパディはフラー・キョールでオールアイルランドチャンピオンを獲得した。

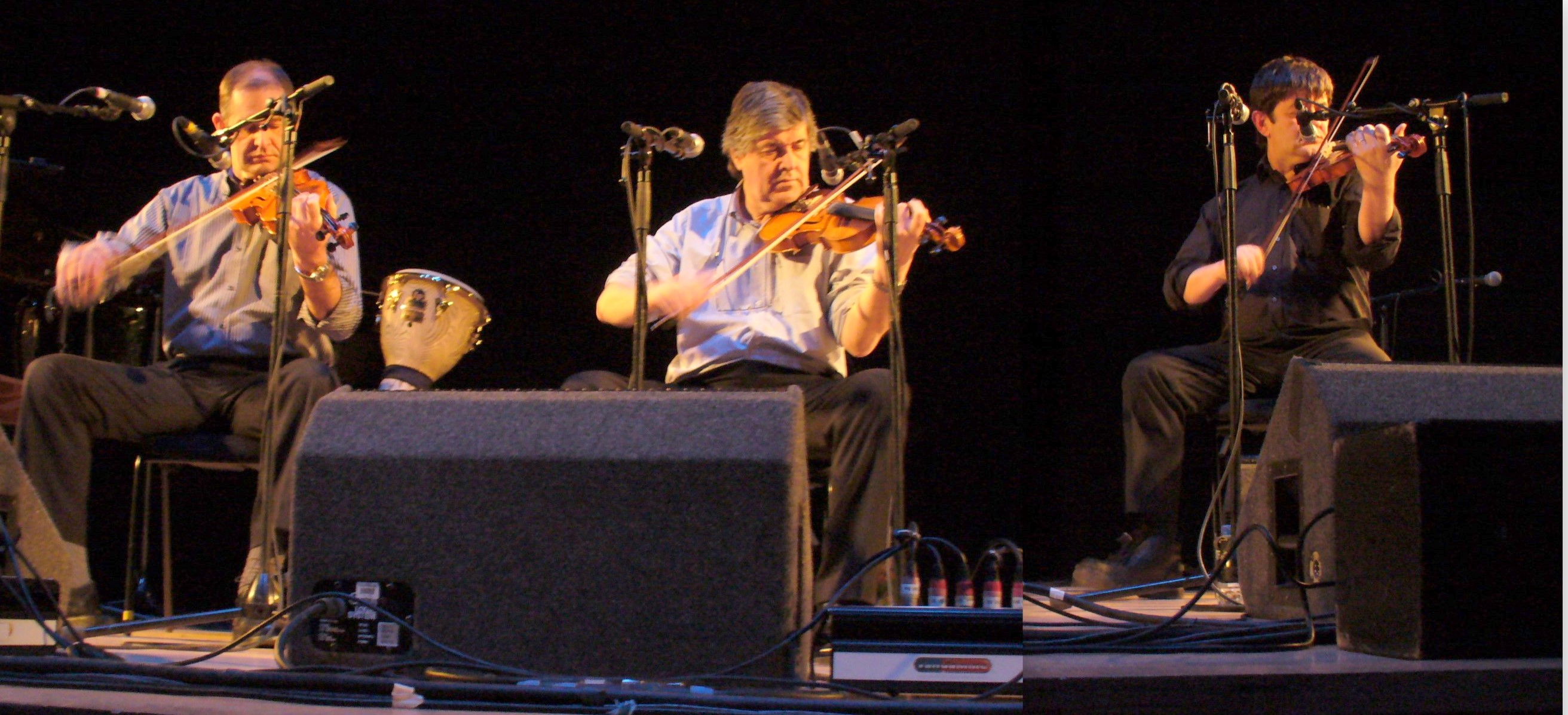
ザ・グラッキンズ（The Glackins、2011年、グラスゴー）

ダブリンでの大学生活の間に、この町の活き活きとした伝統音楽シーンは、同年代の仲間のミュージシャンたちと出会い様々な会場で演奏する機会をグラッキンに提供した。 
彼はアコーディオン奏者トニー・マクマホン（en:Tony MacMahon）、フルート奏者マット・モロイ、イリアン・パイプス奏者パディ・キーナン、ミホール・オドーナル（en:Mícheál Ó Domhnaill）とトリーナ・ニゴーナル（en:Tríona Ní Dhomhnaill）の兄妹、そしてドーナル・ラニー、その全員がアイルランド伝統音楽において卓越した経歴を歩むことになる6人と友人になった。 
共に彼らはグループ Seachtar を結成し、それは後にボシー・バンドと改名しアイルランドを代表する伝統音楽グループの１つになる。 
ボシー・バンドは1970年代のアイルランド伝統音楽シーンにおいて不可欠な役割を演じる。 
18ヶ月のボシー・バンドでの演奏活動の後、グラッキンはレコーディングやツアーへの要求とのギャップからこの人気のあるグループからの離脱を決めた。これはファーストアルバム作成前であったため、ボシー・バンドのどのアルバムにも彼は参加していない。
「ボシー・バンドでの演奏は本当に私のためになっていなくて、私はレコーディングとツアーの繰り返しなんて続けていたくなかった。私はその必要性をわかってはいるが、毎回毎回何かしら小さなミスが見つかった。ボシー・バンドで弾くことをやめる時が、その限界である。ボシー・バンドで弾くことは楽しみにしていて本当に楽しんでいるが、それが1年の中で数えきれないほどの回数になると逆にその１つ１つが皮肉なものになる。私は数えきれない皮肉を抱えた。」
グラッキンはアイルランド芸術振興協議会（Irish Arts Council）にてアーキビストおよび伝統音楽委員（Traditional Music Officer）の職に就いた。 
彼は後に放送業界へ身を転じてRTÉ（アイルランド放送協会）に就職し、スポーツ番組のプロデューサー、司会者、果てには編集者として職務にあたった。
RTÉでの仕事と並行して、パディはアイルランド音楽の演奏やレコーディングを継続した。 
1977年に、彼は最初のソロアルバムをゲール＝リン・レコード（en:Gael-Linn Records）にレコーディングした。シンプルに グラッキン（Glackin）と題されたこのアルバムは、このジャンルの古典と考えられている。また、いくつかのトラックで父トムや兄弟ケヴィンとシェイマスが参加している。 
ケヴィンとシェイマスはのちに ノーザン・ライツ（Northern Lights、1995年）と題したデュオのレコーディングをリリースし注目されている。
グラッキンは以来、パディ・キーナンとの共作Doublin (1978年)やドーナル・ラニーのプロデュースによるIn Full Spate (1991年)といった影響力のあるものも含む、おびただしいレコーディングをリリースしている。より最近では、1995年にイリアン・パイプス奏者ロビー・ハノン（Robbie Hannon/Hannan）との共演アルバムSeidean Si を、2001年にボシー・バンド時代の旧友である晩年のミホール・オドーナルとの共演アルバムReprise をリリースしている。

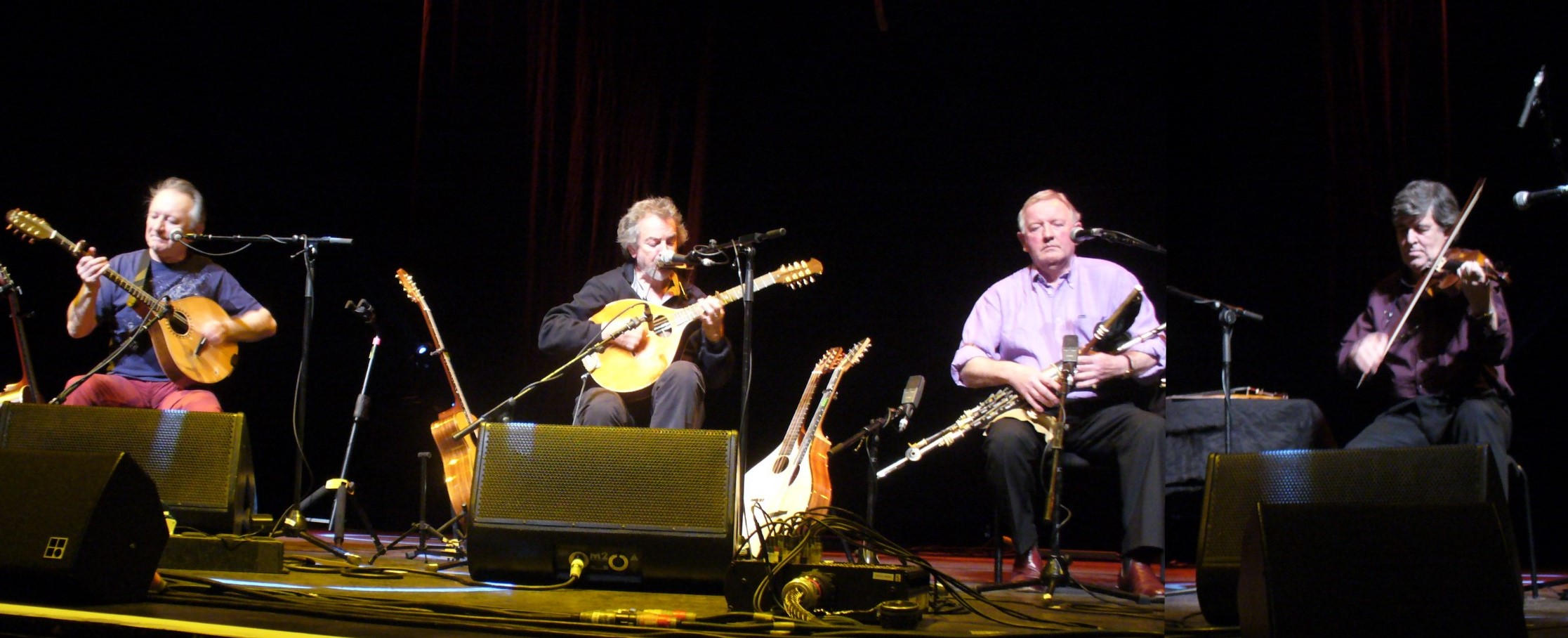
ケルティック・コネクションズ（Celtic Connections）でのドーナル・ラニー、アンディ・アーヴァイン（:en:Andy Irvine）、リアム・オフリン（:en:Liam O'Flynn）、パディ・グラッキン （2012年1月、グラスゴー）

グラッキンは自身の好みを伝統的なスタイルにのっとった純粋なソリストのアプローチと公言しているが、その一方で彼はアメリカの前衛作曲家ジョン・ケージのラジオ劇ロアラトリオ（en:Roaratorio）やマルチ奏者ジョリオン・ジャクソン（en:Jolyon Jackson）の晩年のレコーディングHidden Ground（1980年）といったいくつもの実験的なレコーディングに参加している。特に後者はグラッキンの純粋な伝統的なフィドルに添えたシンセサイザーの使用という点で特筆されるものであり、このレコーディングは伝統的なアイルランド音楽とシンセサイザーの融合の流行を予見させるものだった。
グラッキンは演奏活動を続けており、毎年クレア県のウィリー・クランシー・サマー・スクールのワークショップで指導も行っている。

## ディスコグラフィー
ソロ
- グラッキン (Glackin、1977年)、ゲール＝リン・レコード CEF 060
- イン・フル・スペイト (In Full Spate、1991年)、ゲール＝リン・レコード CEFCD 153

共作
- パディ・グラッキン他：Ceoltoiri Laighean: The Crooked Road (1973年)、ゲール＝リン・レコード CEF 035
- パディ・グラッキン他：Ceoltoiri Laighean: The Star of Munster (1975年)、ゲール＝リン・レコード CEF 047
- パディ・グラッキンとパディ・キーナン：Doublin (1978年)、タラ・ミュージック 2007
- パディ・グラッキン、ミック・ギャヴィン（Mick Gavin）、マイケル・オブライアン（Michael O'Brien）：The Flags of Dublin (1980年)、トピック・レコード（en:Topic Records） 12TS383
- パディ・グラッキンとジョリオン・ジャクソン：Hidden Ground (1980年)、タラ・ミュージック 2009
- パディ・グラッキンとロビー・ハノン：Seidean Si (1995年)、ゲール＝リン・レコード CEFCD 171
- パディ・グラッキン他：Na Connerys: Celtic Sessions (1997年)、オネスト（Honest） HON CD 3006
- パディ・グラッキン他：Na Connerys: Part 2, Fire in Our Hearts (1998–99年頃)、ケルティック・ノート（Celtic Note） CNCD 1003
- パディ・グラッキンとミホール・オドーナル：リプリーズ（再訪） (Reprise、2001年)、ゲール＝リン・レコード CEFCD 180[4]
- en:Andy Irvine/70th Birthday Concert at Vicar St 2012 (2014年)

オムニバス
- パディ・グラッキン他：An Fhidil, Vol. 2 (1980年)、ゲール＝リン・レコード CEF 069

ゲスト参加
- トリーナ・ニゴーナル：トリーナ (Triona、1975年)、ゲール＝リン・レコード CEF 043
- パディ・キーナン：パディ・キーナン (Paddy Keenan、1975年)、ゲール＝リン・レコード CEF 045
- ミック・ハンリー（Mick Hanly）：A Kiss in the Morning Early (1976年)、マリガン・レコード（Mulligan） LUN 005
- ジョン・ケージ：Roaratorio (1980年)、モード・レコード（en: Mode Records） 28/29
- ミック・ハンリー：As I Went Over Blackwater (1980年)、マリガン・レコード LUN 040
- オシン（Oisin）：Over the Moor to Maggie (1980年)、タラ・ミュージック 2012
- ミーハウル・オ・スーラヴァウン（Michael O'Suilleabhain）：Cry of the Mountain (1981年)、ゲール＝リン・レコード CEF 079
- オシン：The Jeannie-C (1982年)、タラ・ミュージック 2013
- ジョン・リーガン（John Regan、アコーディオン奏者）：Let Down the Blade (1999年)、BeaumeX BMCD 571[4]